# 韁異齒鰋
韁異齒鰋，為輻鰭魚綱鯰形目鮡科的其中一種，為熱帶淡水魚類，分布於亞洲寮國淡水流域，體長可達9.3公分，棲息在底層水域，生活習性不明。

## 扩展阅读
維基物種上的相關：韁異齒鰋